# لمويل هاريس
لمويل هاريس هو سياسي كندي، ولد في 15 ديسمبر 1907، وتوفي في 24 يوليو 1996. كان عضوًا في برلمان مقاطعة مانيتوبا من 1959 إلى 1969، ممثلاً عن حزب الكومونولث التعاوني وخليفته، الحزب الوطني الديمقراطي.
ولد هاريس في ويلز وانتقل مع عائلته إلى كندا في سن مبكرة. كان يعمل في مصنع باتريك بورنس لتعبئة اللحوم في وينيبيغ.  كان من خلفية نقابية، وكان يمثل الطبقة العاملة بقوة خلال فترة وجوده في المنصب.
تم انتخابه لدائرة لوجان في انتخابات عام 1959،  متغلبًا على المحافظ التقدمي ألبرت إدوارد بينيت بواقع 177 صوتًا. أعيد انتخابه بهوامش أكبر في انتخابات عام 1962 وعام 1966،  ودعم محاولة إدوارد شراير أن يصبح زعيما للحزب الوطني الديمقراطي في 1968-1969. تقاعد من السياسة في عام 1969، قبيل صعود الحزب الوطني إلى الحكم داخل الإقليم.
توفي هاريس في وينيبيغ عن عمر يناهز 88 عامًا. 